# Weasenham All Saints
Weasenham All Saints är en civil parish i Storbritannien.   Den ligger i grevskapet Norfolk och riksdelen England, i den sydöstra delen av landet, 150 km norr om huvudstaden London. Antalet invånare är 178. Arean är 8,2 kvadratkilometer.
Terrängen i Weasenham All Saints är mycket platt.